# Hoór Tempis Erzsébet
Nemes Hoór Tempis Erzsébet, Hoór-Tempis, G. Hoór Tempis (férjezett nevén Posta Béláné, Somogyi Ferencné) (Budapest, 1899. július 30. – Budapest, 1981. október 20.) énekművész (szoprán) és -tanár, a zenefiziológiával is foglalkozó Hoór-Tempis Móric villamosmérnök, akadémikus leánya.

## Élete
Operaénekesnek készült, de az elszenvedett járványos gyermekbénulás betegség miatt bot, ill. kerekesszék használatára kényszerült, így csak dalesteken léphetett fel.
Kisgyermekkorától tanult zongorázni. A Zeneakadémiára kerülve Georg Anthes ének- és Ember Nándor zongoratanítványa lett. 1921-ben kapta meg előadóművészi, 1924-ben tanári oklevelét. Később Milánóban továbbképzésen vett részt.
1923-tól koncertező énekművész. Repertoárján sok kortárs magyar szerző, így Bartók Béla és Kodály Zoltán számos műve szerepelt. Gyakran volt hallható a Magyar Rádióban is.
1924-ben a debreceni városi zeneiskola énekszakának tanára lett. Első férjével, a szintén ott tanító Galánffy Lajos zongoraművésszel aktív résztvevői voltak a megyeszékhely zenei életének. 1937-ben, egy nagyrészt tanítványaival előadott Székely fonó produkció alkalmával figyelt fel rá Tóth Aladár, aki a háború után az Operaház igazgatójává válva, Budapestre hívta, és 1947. szeptember 1-jei hatállyal a dalszínház két éve üres énektanári posztjára nevezte ki. Ezt az állást tizenhat havi kihagyással (1960. szeptember – 1961. december) halála napjáig megőrizte. Közben 1949-től egykori alma materében, a Zeneakadémián is oktatott. Innen 1962-ben nyugdíjazták. Utolsó pillanatáig fogadott magántanítványokat, tanácsot kérőket lakásán. Második férje, Posta Béla az Operettszínház kórusának tenoristája volt.
Tanítványai elméletileg is rendkívül felkészült, maximalista tanárként jellemezték. Jó technikájának köszönhetően énekhangját haláláig megőrizte. Fordított dalszövegeket, operarészleteket. Készített jelmez- és kellékterveket.

## Neves tanítványai
- Andor Éva
- Bándi János (magántanítvány)
- Berdál Valéria
- Csák József (magántanítvány)
- Déry Gabriella
- Domahidy László (Debrecenben)
- Gencsy Sári (Debrecenben)
- Karikó Teréz
- Kőrössi Anni (Debrecenben)
- Mátyás Mária (Debrecenben)
- Neményi Lili (Debrecenben)
- Takács Paula
- Terebessy Éva (magántanítvány)
- Tolnay Klári (Debrecenben)[5]